# Port lotniczy Grenada-Federico García Lorca
Port lotniczy Granada – port lotniczy położony 15 km na zachód od Grenady. Obsługuje prowincje Grenada i Jaén w Andaluzji. W 2005 obsłużył około 876 tys. pasażerów.

## Linie lotnicze i połączenia
| Linia Lotnicza   | Kierunek |
| ---------------- | --- |
| Air Europa       | 1. Palma de Mallorca |
| Binter Canarias  | 1. Gran Canaria |
| Iberia           | 1. Madryt 2. Melilla Sezonowo: 1. Santander                                                                              |
| Volotea          | 1. Asturia |
| Vueling Airlines | 1. Barcelona 2. Bilbao 3. Gran Canaria 4. Palma de Mallorca 5. Paryż-Orly 6. Teneryfa-Północ Sezonowo: 1. Londyn-Gatwick |